# 10110 Jameshead
10110 Jameshead è un asteroide della fascia principale. Scoperto nel 1992, presenta un'orbita caratterizzata da un semiasse maggiore pari a 2,4825670 au e da un'eccentricità di 0,1411431, inclinata di 4,12866° rispetto all'eclittica. L'asteroide è dedicato al geologo statunitense James W. Head.